# Dynamo Ługańsk
Dynamo Łuhańsk (ukr. Футбольний клуб «Динамо» Луганськ, Futbolnyj Kłub "Dynamo" Łuhanśk) – ukraiński klub piłkarski z siedzibą w Ługańsku istniejący w latach 1930-1995.

## Historia
Chronologia nazw:
- 1930—1995: Dynamo Ługańsk (ukr. «Динамо» Луганськ)

Piłkarska drużyna została założona w 1930. Zespół występował w niższych klasach rozgrywkowych Mistrzostw ZSRR, po czym został rozwiązany. W 1991 został reaktywowany. Początkowo występował w mistrzostwach obwodu, a następnie w ligach niepodległej Ukrainy. W sezonie 1992/93 występował w lidze "przejściowej", w której zajął 2. miejsce i awansował do Drugiej Ligi. W sezonie 1994/95 klub zajął 3. miejsce w Drugiej Lidze, po czym został połączony z Azowcem Mariupol. 

## Sukcesy
- 3. miejsce w Drugiej Lidze: 1996